# Kwinizokaina
Kwinizokaina (łac. quinisocainum) – wielofunkcyjny organiczny związek chemiczny, pochodna izochinoliny, środek znieczulający miejscowo, stosowany w leczeniu świądu i pieczenia okolic odbytu oraz narządów płciowych.

## Mechanizm działania
Kwinizokaina oddziałuje lipofilowo z białkiem błonowym komórek nerwowych poprzez hamowanie receptorów nikotynowych.

## Zastosowanie
- świąd lub podrażnienie okolic odbytu oraz narządów płciowych[3]
- łagodzenie pieczenia i swędzenia w obszarze odbytu powodowanych przez guzki krwawnicze[4]

Kwinizokaina nie jest dopuszczona do obrotu w Polsce (2018).

## Działania niepożądane
Kwinizokaina może powodować odczyny alergiczne lub miejscowe podrażnienie u mniej niż 0,01% pacjentów.